# Plate-tombe d'Aliénor de Vipont
 (10 novembre 2024).
| - Photographie prise par Brutails en 1896 |

La plate-tombe d'Aliénor[réf. nécessaire] de Vipont est trouvée en 1894 ou 1895 dans un étang au lieu-dit de Cassecrabey, près de Créon. Elle provient vraisemblablement de l'abbaye de La Sauve-Majeure et se trouve aujourd'hui au musée d'Aquitaine à Bordeaux (numéro d'inventaire 12.596).
En 1896, Jean-Auguste Brutails décrit le monument dans le Bulletin monumental. Il identifie alors la plate-tombe comme étant celle d'Aliénor[réf. nécessaire] de Vipont, épouse du seigneur de Leyburn (Leybourne), dont le nom apparaissait dans l'épitaphe.   
Cette identification, qui reposait avant tout sur la représentation physique d'un corps féminin et l'épitaphe, était remise en cause quelques années plus tard : la nudité du corps, en partie dissimulé par un écu comportant six lions rampants, n'était pas du tout habituelle au XIIe siècle et le style est proche de celle utilisé pour représenter de jeunes chevaliers anglais de la fin du XIVe siècle. Cependant, la date de 1270 figure sans ambiguïté sur l'épitaphe et les historiens d'aujourd'hui, considèrent qu'il s'agit bien d'Aliénor[réf. nécessaire] de Vipont et que le sculpteur de la plate-tombe était un précurseur. À ce titre, la plate-tombe est importante dans l'histoire de l'art funéraire.
Quoi qu'il en soit, il s'agit ici d'un proche de Roger de Leybourne, mort en 1271, fondateur de la bastide éponyme de Libourne, car les armoiries gravées sur la pierre tombale de Cassecrabey sont bien celles de la famille de Leybourne.